# Herbert Knappe
Herbert Wilhelm Franz Knappe (ur. 18 stycznia 1891, zm. ?) – niemiecki as myśliwski z czasów I wojny światowej z 9 potwierdzonymi zwycięstwami powietrznymi.
Służbę w lotnictwie rozpoczął we wrześniu 1914 roku. Został promowany na podporucznika lotnictwa 17 maja 1917 roku. Służył na froncie wschodnim najpierw w FFA 21, latając na samolocie Albatros D.II. Później został przeniesiony do eskadry myśliwskiej Jasta Ober-Ost. Był dwukrotnie lekko ranny. Od 11 lutego 1918 roku służył w Jagdstaffel 73, nie odniósł w jednostce zwycięstwa. 6 kwietnia 1918 roku został mianowany dowódcą Jagdstaffel 81. W jednostce odniósł 8 zwycięstw, ostatnie 11 sierpnia. 25 sierpnia został zestrzelony po raz trzeci. Tym razem odniósł poważne rany i do końca wojny nie powrócił do jednostki.
Dalsze jego losy nie są znane.

## Odznaczenia
- Order Hohenzollernów